# Музей села (Кишинів)
Музей села (рум. Muzeul Satului Chișinău) — музей просто неба, розташований на південній околиці Кишинева (район Ботаніка). Музей відкрили 18 травня 1995 року з метою реконструкції Бессарабського села з 18—19 століття. Музейний комплекс будувався давно, маючи досі лише одну пам'ятку: дерев'яну церкву, збудовану в 1642 році, привезену з містечка Хірішень (Теленештський район), щоб її відновити та врятувати від негоди.
Музейний комплекс (проєкт) охоплює площу 150 га й має шість етнографічних районів із 165 пам'ятками: вітряки, водяні млини, дерев'яні церкви, житлові будинки, прибудови будинків, форель, корчма, вишня тощо.